# Galiano Island
Galiano Island (på områdets ursprungsspråk, halkomelem: "Swiikw") är en ö i Kanada.   Den ligger i provinsen British Columbia, i den sydvästra delen av landet, 3 600 km väster om huvudstaden Ottawa. Arean är 59 kvadratkilometer.
Terrängen på Galiano Island är lite kuperad. Öns högsta punkt är 310 meter över havet. Den sträcker sig 17,2 kilometer i nord-sydlig riktning, och 20,4 kilometer i öst-västlig riktning.
Följande samhällen finns på Galiano Island:
- Montague Harbour